# ¿Por qué los ricos?
«¿Por qué los ricos?» es la octava pista del disco Pateando piedras (1986) del grupo chileno Los Prisioneros.

## Canción
«¿Por qué los ricos?» tiene su origen en «Yo soy la famosa televisión», canción que formaba parte de una ópera rock acerca de cómo los medios de comunicación manipulan a la gente, escrita en 1982 por Los Papa Fuentes (grupo de estudio que integraban Jorge González, Claudio Narea y Miguel Tapia, junto a sus amigos Roque Villagra, Michel Grez y Óscar «Patito» Arenas, en su época de estudiantes del Liceo 6 de San Miguel) como tarea para su clase de filosofía.
Canción con clara influencia de The Clash, trata sobre cómo la clase con mayor poder adquisitivo puede comprar todos los servicios, hasta la Iglesia, por sobre la gente pobre que simplemente se debe conformar con una vida de miserias y privaciones.
No plantea a los ricos como gente diferente, sino que igual en mediocridad a los pobres. Critica la situación social sin necesariamente entrar en la política partidista: «A veces unos tienen ganas de igualar/ forman entidades/ juegan a luchar/ [...] y todo sigue tan igual, tan igual».